# Колодно (станція)
Колодно (до 1965 року — Клодно-Жултанце) — проміжна залізнична станція 5-го класу Львівської дирекції Львівської залізниці на лінії Підзамче — Ківерці між станціями Запитів (7 км) та Сапіжанка (11 км). Розташована поблизу сіл Велике Колодно та Колоденці Львівського району Львівської області.

## Історія
Станція відкрита 18 жовтня 1909 року, одночасно з відкриттям руху на лінії Підзамче — Стоянів. Первинна назва станції Клодно-Жултанце. Сучасна назва — з 1965 року.

## Пасажирське сполучення
На станції зупиняються приміські поїзди сполученням Львів —  Сокаль та Львів — 
Стоянів.